# Im Schatten der Träume
Im Schatten der Träume ist ein schweizerisch-deutscher Dokumentarfilm von Martin Witz aus dem Jahr 2024 über den Komponisten Michael Jary und den Schlagerdichter Bruno Balz, ihre musikalischen Errungenschaften für die deutsche Kinolandschaft sowie deren Kompositionen für die Schauspielerin und Sängerin Zarah Leander und deren enge, jahrelange Zusammenarbeit. Seine Uraufführung feierte der Film am 20. Zürich Film Festival, 2024. 

## Handlung
Michael Jary und Bruno Balz prägten den deutschsprachigen Schlager im Film über 40 Jahre lang. Sie komponierten die Musik zu 250 Kinofilmen und arbeiteten von der Weimarer Republik über die Zeit des Nationalsozialismus bis in die Wirtschaftswunderzeit der 1950er Jahre. Vor allem ihre Zusammenarbeit mit dem Phänomen Zarah Leander stand dabei immer wieder im Vordergrund. Das Duo komponierte und schrieb unzählige Chansons für die Filme mit Leander in der Hauptrolle. Die Lieder Ich weiß, es wird einmal ein Wunder gescheh’n und Davon geht die Welt nicht unter aus dem Jahr 1942 machten die Schlagersängerin zum Weltstar. 
Der Film Im Schatten der Träume beleuchtet das bewegte Leben der beiden Künstler und verknüpft diese mit dem Film- und Musikgeschehen ihrer Zeit. Balz, der als schwuler Mann verfolgt wurde, entging dank Jarys Intervention dem Konzentrationslager. Jary erklärte, er könne ohne Balz die vom NS-Propagandaministerium geforderten Lieder für den Film „Die große Liebe“ (1942) nicht liefern. 
Regisseur Martin Witz kombiniert pointierte Szenen aus bekannten Spielfilmen mit privaten Fotografien, Interviews und Zeitzeugenberichten. Götz Alsmann, als Experte, erklärt die Entstehungsgeschichten der Lieder und Filme. Er reflektiert kritisch die Aspekte „Unterhaltung“ und Ideologie dieser Werke im politischen und gesellschaftlichen Kontext. Neben ihm werden auch die Stimmen von Claudio Maniscalco, aus dem Bruno Balz Archiv, von Manfred Herzer, dem Mitgründer der Homosexuellen Aktion Westberlin, wie auch die der Angehörigen und Bekannten des Künstler-Duos laut. Micaela Jary und Bibi Johns erinnern sich an die Zeit mit den Schlagerkomponisten.
Im Schatten der Träume ist eine Zeitreise mit viel Musik und Swing, die einen Bogen über fünf Jahrzehnte des 20. Jahrhunderts spannt. Ein Film, der über „Unterhaltung“ nachdenkt, über Glamour, Ideologie, über Politik und Poesie. Ein Film, der für die Zuschauerinnen und Zuschauer zu einem ausgiebigen Vergnügen wird: Liebeslieder, freche Berliner Chansons, Spielfilm-Szenen, melancholische Balladen... Eine Reise durch unsere Populärkultur.

## Produktion
Im Schatten der Träume ist eine schweizerisch-deutsche Koproduktion zwischen Contrast Film Zürich und Lichtblick Film Köln, unterstützt von SRF und ZDF/Arte. Die Produktion erhielt Förderung vom Schweizer Bundesamt für Kultur, der Zürcher Filmstiftung, der UBS-Kulturstiftung sowie von der Film- und Medienstiftung NRW und dem DFFF.
Der Verleih für die Schweiz ist Filmcoopi Zürich. In Deutschland wird der Film von Salzgeber ins Kino gebracht. Den offiziellen Kinostart in Deutschland hat der Dokumentarfilm am 6. Februar 2025, in der Schweiz kommt er am 13. Februar 2025 in die Kinos.

## Kritiken
Das Arthaus-Portal Programmkino.de schreibt: "Die weithin unbekannten Hintergründe hinter Hitlers Hitfabrikanten klingen so abenteuerlich, dass sie durchaus für einen Spielfilm taugen könnten."

## Festivals/Auszeichnungen
- 2024: Internationale Premiere auf dem Zürich Film Festival.
- 58. Internationale Hofer Filmtage[7]
- Izmir International Film and Music Festival
- 2025: 60. Solothurner Filmtage